# Galatasaray Istanbul/Saison 2021/22
Die Saison 2021/22 von Galatasaray Istanbul war die 114. Saison in der Vereinsgeschichte und die 64. Saison in der türkischen Liga, der Süper Lig. Der Klub beendete die Saison auf dem 13. Platz. Die Türkiye Kupası endete für Galatasaray in der 5. Hauptrunde. In der UEFA Europa League schieden die Gelb-Roten im Achtelfinale aus.

## Personalien

### Kader
| Nr.        | Nat.                 | Name                | Geburtsdatum  | im Verein seit | vorheriger Verein        |
| Torhüter   | Torhüter             | Torhüter            | Torhüter      | Torhüter       | Torhüter                 |
| ---------- | -------------------- | ------------------- | ------------- | -------------- | ------------------------ |
| 01         | Uruguay Italien      | Fernando Muslera    | 16. Juni 1986 | 2011           | Lazio Rom                |
| 13         | Turkei               | İsmail Çipe         | 5. Jan. 1995  | 2010           | eigene Jugend            |
| 26         | Spanien              | Iñaki Peña          | 2. März 1999  | 2022           | FC Barcelona             |
| 99         | Turkei               | Fatih Öztürk        | 22. Dez. 1986 | 2020           | Kasımpaşa Istanbul       |
| Abwehr     |                      |                     |               |                |                          |
| 03         | Norwegen             | Omar Elabdellaoui   | 5. Dez. 1991  | 2020           | Olympiakos Piräus        |
| 05         | Turkei Belgien       | Alpaslan Öztürk     | 16. Juli 1993 | 2021           | Göztepe Izmir            |
| 06         | Niederlande Curaçao  | Patrick van Aanholt | 29. Aug. 1990 | 2021           | Crystal Palace           |
| 19         | Turkei Niederlande   | Ömer Bayram         | 27. Juli 1991 | 2018           | Akhisarspor              |
| 24         | Turkei               | Işık Kaan Arslan    | 28. Jan. 2001 | 2012           | eigene Jugend            |
| 25         | Danemark             | Victor Nelsson      | 14. Okt. 1998 | 2021           | FC Kopenhagen            |
| 45         | Brasilien            | Marcão              | 23. Juni 1986 | 2019           | GD Chaves                |
| 88         | Turkei               | Semih Kaya          | 24. Feb. 1991 | 2022           | Yeni Malatyaspor         |
| 93         | Frankreich           | Sacha Boey          | 13. Sep. 2000 | 2021           | Stade Rennes             |
| Mittelfeld |                      |                     |               |                |                          |
| 04         | Turkei               | Taylan Antalyalı    | 8. Jan. 1995  | 2019           | BB Erzurumspor           |
| 15         | Chile                | Erick Pulgar        | 15. Jan. 1994 | 2022           | AC Florenz               |
| 21         | Rumänien             | Olimpiu Moruțan     | 25. Apr. 1999 | 2021           | FCSB Bukarest            |
| 22         | Turkei Schweiz       | Berkan Kutlu        | 25. Jan. 1998 | 2021           | Alanyaspor               |
| 33         | Rumänien             | Alexandru Cicâldău  | 8. Juli 1997  | 2021           | FC Universitatea Craiova |
| 54         | Turkei               | Emre Kılınç         | 23. Aug. 1994 | 2020           | Sivasspor                |
| 63         | Turkei               | Bartuğ Elmaz        | 19. Feb. 2003 | 2013           | eigene Jugend            |
| 66         | Turkei               | Arda Turan          | 30. Jan. 1987 | 2020           | FC Barcelona             |
| Angriff    |                      |                     |               |                |                          |
| 07         | Turkei               | Kerem Aktürkoğlu    | 21. Okt. 1998 | 2020           | 24 Erzincanspor          |
| 08         | Niederlande Suriname | Ryan Babel          | 19. Dez. 1986 | 2019           | FC Fulham                |
| 11         | Agypten              | Mostafa Mohamed     | 28. Nov. 1997 | 2021           | al Zamalek SC            |
| 18         | Frankreich Senegal   | Bafétimbi Gomis     | 6. Aug. 1985  | 2022           | al-Hilal                 |
| 53         | Turkei               | Barış Alper Yılmaz  | 23. Mai 2000  | 2021           | Keçiörengücü             |
| 67         | Turkei Niederlande   | Halil Dervişoğlu    | 8. Dez. 1999  | 2021           | FC Brentford             |
| 89         | Algerien Frankreich  | Sofiane Feghouli    | 26. Dez. 1989 | 2017           | West Ham United          |
| 90         | Senegal              | Mbaye Diagne        | 28. Okt. 1991 | 2019           | Kasımpaşa Istanbul       |

#### Transfers
| Zugänge | Abgänge |
| --- | --- |
| Sommer 2021 - Patrick van Aanholt (Crystal Palace) - Gustavo Assunção (FC Famalicão) a. - Sacha Boey (Stade Rennes) - Alexandru Cicâldău (FC Universitatea Craiova) - İsmail Çipe (Kayserispor) w.a. - Mbaye Diagne (West Bromwich Albion) w.a. - Aytaç Kara (Kasımpaşa Istanbul) - Berkan Kutlu (Alanyaspor) - Olimpiu Moruțan (FCSB Bukarest) - Victor Nelsson (FC Kopenhagen) - Alpaslan Öztürk (Göztepe Izmir) - Barış Alper Yılmaz (Keçiörengücü) Winter 2021/22 - Bafétimbi Gomis (al-Hilal) - Semih Kaya (Yeni Malatyaspor) - Iñaki Peña (FC Barcelona) a. - Erick Pulgar (AC Florenz) a. | Sommer 2021 - Emre Akbaba (Alanyaspor) a. - Yunus Akgün (Adana Demirspor) a. - Ryan Donk (Kasımpaşa Istanbul) - Jimmy Durmaz (Fatih Karagümrük SK) - Oghenekaro Etebo (Stoke City) w.a. - Falcao (Rayo Vallecano) - Gedson Fernandes (Benfica Lissabon) w.a. - Okan Kocuk (Giresunspor) a. - Martin Linnes (Molde FK) - Henry Onyekuru (AS Monaco) a. - Şener Özbayraklı (Istanbul Başakşehir FK) - Valentine Ozornwafor (Sporting Charleroi) a. - Marcelo Saracchi (RB Leipzig) w.a. - Jesse Sekidika (Oud-Heverlee Löwen) a. - Emre Taşdemir (Giresunspor) a. Winter 2021/22 - Gustavo Assunção (FC Famalicão) w.a. - Oğulcan Çağlayan (Eyüpspor) a. - Aytaç Kara (Göztepe Izmir) a. - Christian Luyindama (al-Taawoun) a. - Jesse Sekidika (Eyüpspor) a. - DeAndre Yedlin (Inter Miami) |

## Saison
Alle Ergebnisse aus Sicht von Galatasaray Istanbul.
Die Tabelle listet alle Süper-Lig-Spiele des Vereins der Saison 2021/22 auf. Siege sind grün, Unentschieden gelb und Niederlagen rot markiert.

### Süper Lig

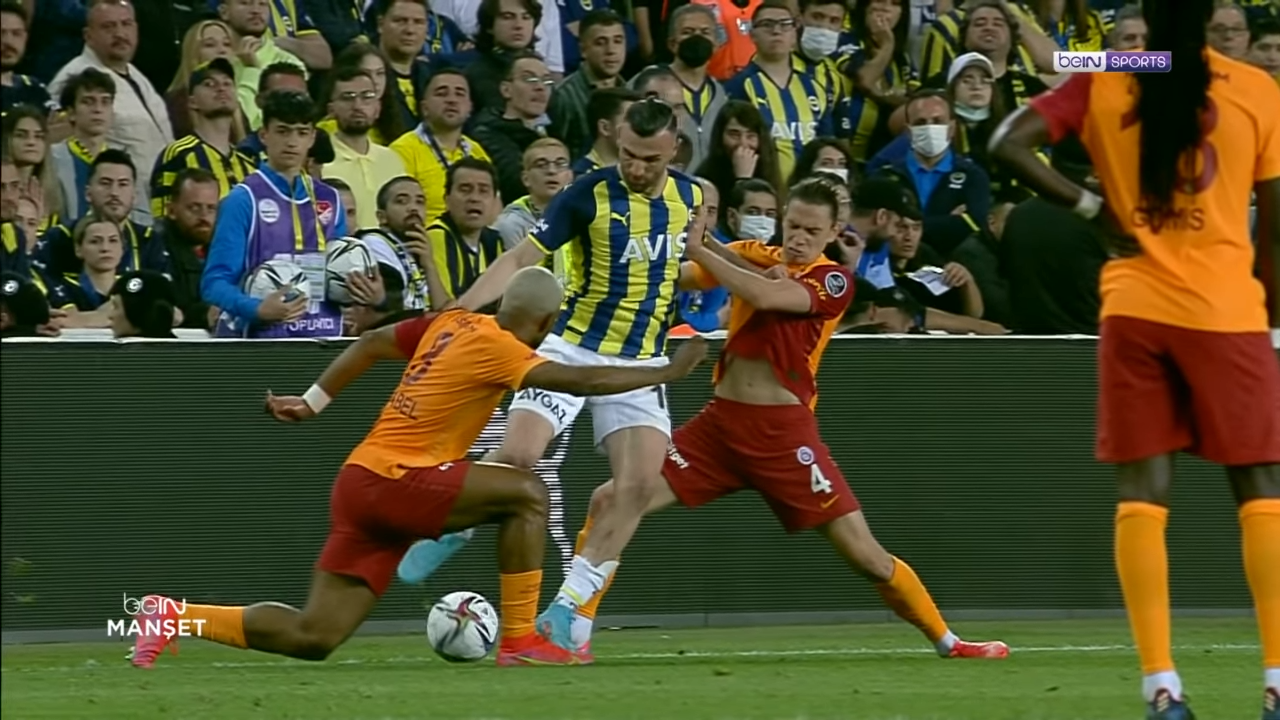
Spielszene mit Ryan Babel, Taylan Antalyalı und Serdar Dursun.

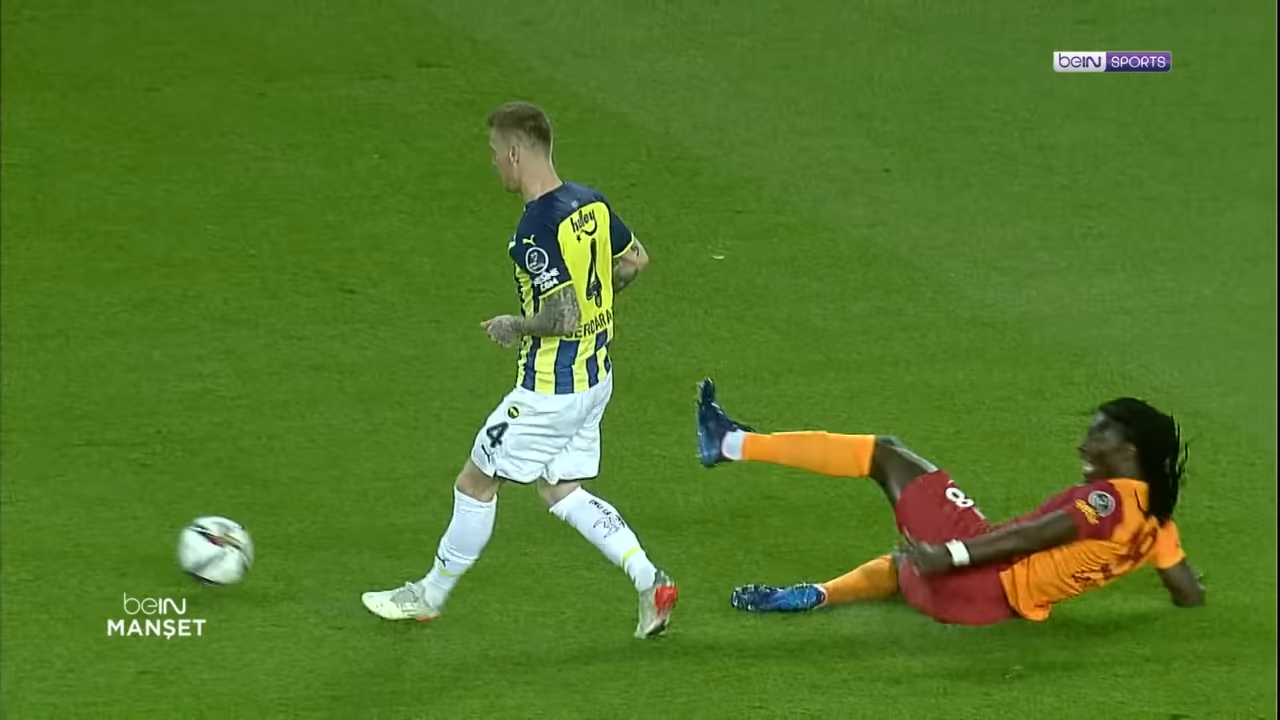
Serdar Aziz und Bafétimbi Gomis.

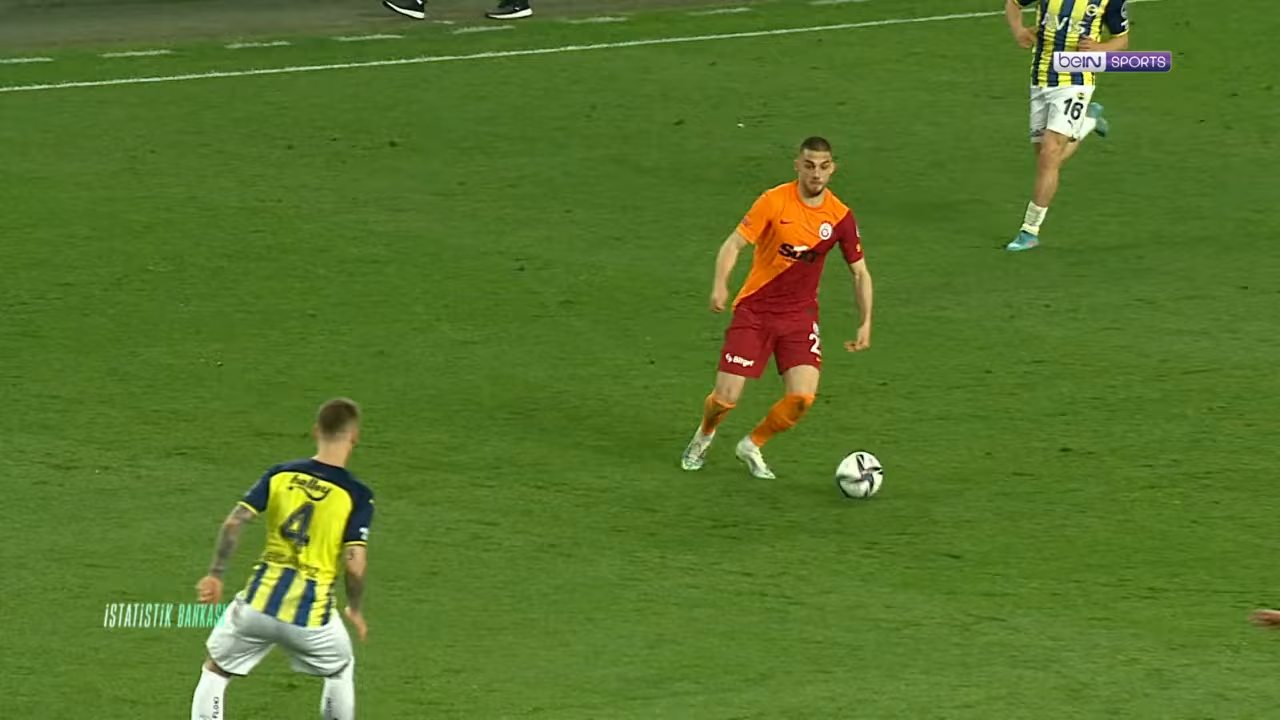
Berkan Kutlu am Ballbesitz.

| ST | Datum              | Gegner                 | Ort                                      | Ergebnis  | Tor(e) für Galatasaray Istanbul                                                                | Karte(n) für Galatasaray Istanbul                                                                    | Zuschauer |
| -- | ------------------ | ---------------------- | ---------------------------------------- | --------- | ---------------------------------------------------------------------------------------------- | --- | --------- |
| 01 | 16. August 2021    | Giresunspor            | Çotanak Stadyumu, Giresun                | 2:0 (2:0) | 1:0 Diagne (31.), 2:0 Cicâldău (45.+2' Foulelfmeter)                                           | Antalyalı (11.), Luyindama (90.), Marcão (63.)                                                       | 03.713    |
| 02 | 23. August 2021    | Hatayspor              | Atatürk-Olympiastadion, Istanbul         | 2:1 (1:1) | 1:1 Feghouli (30.), 2:1 Luyindama (88.)                                                        | Luyindama (2.)                                                                                       | 03.017    |
| 03 | 29. August 2021    | Kasımpaşa Istanbul     | Recep Tayyip Erdoğan Stadı, Istanbul     | 2:2 (2:1) | 1:0 Cicâldău (32.), 2:0 Aktürkoğlu (38.)                                                       | keine                                                                                                | 01.171    |
| 04 | 12. September 2021 | Trabzonspor            | Medical Park Stadyumu, Trabzon           | 2:2 (2:1) | 1:0 Kılınç (20.), 2:0 Kılınç (33.)                                                             | Kutlu (5.)                                                                                           | 13.426    |
| 05 | 19. September 2021 | Alanyaspor             | Nef Stadyumu, Istanbul                   | 0:1 (0:0) | keine                                                                                          | keine                                                                                                | 12.963    |
| 06 | 22. September 2021 | Kayserispor            | Kadir Has Stadı, Kayseri                 | 0:3 (0:2) | keine                                                                                          | Çağlayan (37.), Assunção (59.), Diagne (90.+4')                                                      | 05.981    |
| 07 | 26. September 2021 | Göztepe Izmir          | Nef Stadyumu, Istanbul                   | 2:1 (0:1) | 1:1 Dervişoğlu (49.), 2:1 Moruțan (56.)                                                        | Dervişoğlu (62.), Cicâldău (82.), van Aanholt (88.)                                                  | 11.301    |
| 08 | 3. Oktober 2021    | Çaykur Rizespor        | Çaykur Didi Stadı, Rize                  | 3:2 (1:2) | 1:0 Mohamed (5.), 2:2 Mohamed (75.), 3:2 Moruțan (90.+11')                                     | A. Öztürk (32.), Muslera (40.), Mohamed (42.), Bayram (65.), Kutlu (86.)                             | 03.086    |
| 09 | 17. Oktober 2021   | Konyaspor              | Nef Stadyumu, Istanbul                   | 1:0 (1:0) | 1:0 Mohamed (4.)                                                                               | Antalyalı (9.), Babel (67.), Kılınç (84.)                                                            | 20.317    |
| 10 | 25. Oktober 2021   | Beşiktaş Istanbul      | Vodafone Park, Istanbul                  | 1:2 (1:1) | 1:0 Cicâldău (35.)                                                                             | Antalyalı (47.), Marcão (70.)                                                                        | 21.058    |
| 11 | 31. Oktober 2021   | Gaziantep FK           | Nef Stadyumu, Istanbul                   | 2:0 (1:0) | 1:0 Moruțan (45.+3'), 2:0 Aktürkoğlu (73.)                                                     | Nelsson (76.)                                                                                        | 16.097    |
| 12 | 7. November 2021   | Fatih Karagümrük SK    | Atatürk-Olympiastadion, Istanbul         | 1:1 (0:0) | 1:1 Mohamed (88.)                                                                              | Kutlu (47.), Aktürkoğlu (65), Nelsson (90.+6')                                                       | 01.442    |
| 13 | 21. November 2021  | Fenerbahçe Istanbul    | Nef Stadyumu, Istanbul                   | 1:2 (1:1) | 1:0 Aktürkoğlu (16.)                                                                           | Kutlu (25.), Muslera (35.), Marcão (35.), Nelsson (66.), Bayram (90.+7')                             | 47.678    |
| 14 | 28. November 2021  | Yeni Malatyaspor       | Yeni Malatya Stadyumu, Malatya           | 0:0       | keine                                                                                          | Aktürkoğlu (58.), Feghouli (88.)                                                                     | 06.081    |
| 15 | 4. Dezember 2021   | Altay Izmir            | Nef Stadyumu, Istanbul                   | 2:2 (1:1) | 1:1 Dervişoğlu (34.), 2:1 Diagne (79.)                                                         | Yedlin (11.), Muslera (64.)                                                                          | 15.318    |
| 16 | 13. Dezember 2021  | Sivasspor              | Yeni 4 Eylül Stadyumu, Sivas             | 0:1 (0:0) | keine                                                                                          | Cicâldău (37.), Luyindama (62.), Yedlin (66.)                                                        | 07.618    |
| 17 | 18. Dezember 2021  | Istanbul Başakşehir FK | Nef Stadyumu, Istanbul                   | 1:1 (0:1) | 1:1 Mohamed (87.)                                                                              | Aktürkoğlu (21.), Marcão (23.), Yedlin (30.), Cicâldău (90.+6')                                      | 15.204    |
| 18 | 21. Dezember 2021  | Adana Demirspor        | Yeni Adana Stadyumu, Adana               | 0:2 (0:0) | keine                                                                                          | Cicâldău (3.), Antalyalı (33.)                                                                       | 24.126    |
| 19 | 25. Dezember 2021  | Antalyaspor            | Nef Stadyumu, Istanbul                   | 2:0 (1:0) | 1:0 Feghouli (45.+1'), 2:0 Aktürkoğlu (52.)                                                    | Kara (28.), Marcão (49.), Aktürkoğlu (78.), Çağlayan (90.+5')                                        | 10.150    |
| 20 | 8. Januar 2022     | Giresunspor            | Nef Stadyumu, Istanbul                   | 0:1 (0:1) | keine                                                                                          | Kara (59.), Nelsson (86.)                                                                            | 21.802    |
| 21 | 16. Januar 2022    | Hatayspor              | Yeni Hatay Stadyumu, Antakya             | 2:4 (2:1) | 1:0 Kılınç (23.), 2:1 Aktürkoğlu (45.+8')                                                      | A. Öztürk (15.), Kutlu (25.), Boey (37.), Bayram (45.), Dervişoğlu (47.), Antalyalı (82.)            | 11.751    |
| 22 | 20. Januar 2022    | Kasımpaşa Istanbul     | Nef Stadyumu, Istanbul                   | 1:3 (1:1) | 1:0 Dervişoğlu (39.)                                                                           | keine                                                                                                | 10.616    |
| 23 | 23. Januar 2022    | Trabzonspor            | Nef Stadyumu, Istanbul                   | 1:2 (1:0) | 1:1 Cicâldău (31. Foulelfmeter)                                                                | Marcão (58.), F. Öztürk (80.)                                                                        | 18.677    |
| 24 | 6. Februar 2022    | Alanyaspor             | Bahçeşehir Okulları Stadyumu, Alanya     | 1:1 (1:1) | 1:1 Aktürkoğlu (41.)                                                                           | Pulgar (86.)                                                                                         | 04.013    |
| 25 | 12. Februar 2022   | Kayserispor            | Nef Stadyumu, Istanbul                   | 1:1 (0:0) | 1:0 Mohamed (85.)                                                                              | Marcão (90.+4')                                                                                      | 21.802    |
| 26 | 21. Februar 2022   | Göztepe Izmir          | Gürsel Aksel Stadyumu, Izmir             | 3:2 (1:1) | 1:0 Nelsson (3.), 2:2 Gomis (87. Handelfmeter), 3:2 Gomis (90.+9' Foulelfmeter)                | Mohamed (33.), Nelsson (90.+5'), Gomis (90.+9')                                                      | 18.228    |
| 27 | 27. Februar 2022   | Çaykur Rizespor        | Nef Stadyumu, Istanbul                   | 4:2 (1:1) | 1:1 van Aanholt (40.), 2:2 Babel (70. Foulelfmeter), 3:2 van Aanholt (87.), 4:2 Gomis (90.+8') | Elabdellaoui (19.), Kılınç (24.), Mohamed (37.), Aktürkoğlu (83.), Antalyalı (90.+2'), Peña (90.+4') | 35.054    |
| 28 | 5. März 2022       | Konyaspor              | Büyükşehir Stadyumu, Konya               | 0:2 (0:2) | keine                                                                                          | keine                                                                                                | 23.483    |
| 29 | 14. März 2022      | Beşiktaş Istanbul      | Nef Stadyumu, Istanbul                   | 2:1 (2:0) | 1:0 Aktürkoğlu (22.), 2:0 Aktürkoğlu (32.)                                                     | Cicâldău (48.), Mohamed (69.), Bayram (86.), van Aanholt (90.+5')                                    | 41.130    |
| 30 | 20. März 2022      | Gaziantep FK           | Gaziantep Stadyumu                       | 1:3 (1:1) | 1:0 Gomis (34.)                                                                                | Moruțan (22.), Gomis (45.+3'), Kılınç (66.)                                                          | 12.480    |
| 31 | 2. April 2022      | Fatih Karagümrük SK    | Nef Stadyumu, Istanbul                   | 2:0 (2:0) | 1:0 Gomis (4. Foulelfmeter), 2:0 Babel (12.)                                                   | Nelsson (43.)                                                                                        | 27.506    |
| 32 | 10. April 2022     | Fenerbahçe Istanbul    | Şükrü Saracoğlu Stadı, Istanbul          | 0:2 (0:1) | keine                                                                                          | Marcão (40.), Babel (45.+2'), Cicâldău (58.), Antalyalı (90.+2')                                     | 43.878    |
| 33 | 18. April 2022     | Yeni Malatyaspor       | Nef Stadyumu, Istanbul                   | 2:0 (0:0) | 1:0 Babel (51.), 2:0 Dervişoğlu (53.)                                                          | Babel (34.)                                                                                          | 18.447    |
| 34 | 24. April 2022     | Altay Izmir            | Alsancak Mustafa Denizli Stadyumu, Izmir | 1:0 (1:0) | 1:0 Aktürkoğlu (8.)                                                                            | Pulgar (51.), Marcão (55.), van Aanholt (56.), Elabdellaoui (58.)                                    | 10.509    |
| 35 | 1. Mai 2022        | Sivasspor              | Nef Stadyumu, Istanbul                   | 2:3 (1:1) | 1:0 Gomis (10.), 2:2 Gomis (58. Foulelfmeter)                                                  | Kılınç (16.), Boey (30.)                                                                             | 28.164    |
| 36 | 7. Mai 2022        | Istanbul Başakşehir FK | Başakşehir Fatih Terim Stadı, Istanbul   | 0:0       | keine                                                                                          | keine                                                                                                | 03.717    |
| 37 | 16. Mai 2022       | Adana Demirspor        | Nef Stadyumu, Istanbul                   | 3:2 (1:1) | 1:1 Gomis (30. Handelfmeter), 2:1 Aktürkoğlu (55.), 3:1 Gomis (63.)                            | Nelsson (32.), Kutlu (66.), Marcão (90.+4')                                                          | 31.825    |
| 38 | 20. Mai 2022       | Antalyaspor            | Antalya Stadyumu                         | 1:1 (0:1) | 1:0 Mohamed (77.)                                                                              | Cicâldău (79.), Boey (90.+5')                                                                        | 19.003    |

### Türkiye Kupası
| Runde         | Datum             | Gegner      | Ort                    | Ergebnis                         | Tor(e) für Galatasaray Istanbul                              | Karte(n) für Galatasaray Istanbul                                   | Zuschauer |
| ------------- | ----------------- | ----------- | ---------------------- | -------------------------------- | ------------------------------------------------------------ | ------------------------------------------------------------------- | --------- |
| 5. Hauptrunde | 28. Dezember 2021 | Denizlispor | Nef Stadyumu, Istanbul | 3:3 n. V. (3:3, 1:2) (5:6 i. E.) | 1:1 A. Öztürk (29.), 2:2 Dervişoğlu (49.), 3:2 Mohamed (50.) | Mohamed (50.), A. Öztürk (83.), Bayram (90.+3'), A. Öztürk (90.+5') | 06.023    |

### UEFA Champions League
| Runde                            | Datum         | Gegner        | Ort                                    | Ergebnis  | Tor(e) für Galatasaray Istanbul | Karte(n) für Galatasaray Istanbul | Zuschauer |
| -------------------------------- | ------------- | ------------- | -------------------------------------- | --------- | ------------------------------- | --------------------------------- | --------- |
| 2. Qualifikationsrunde-Hinspiel  | 21. Juli 2021 | PSV Eindhoven | Philips Stadion, Eindhoven             | 1:5 (1:2) | 1:2 Kılınç (42.)                | Marcão (75.), Luyindama (78.)     | 23.500    |
| 2. Qualifikationsrunde-Rückspiel | 28. Juli 2021 | PSV Eindhoven | Başakşehir Fatih Terim Stadı, Istanbul | 1:2 (0:1) | 1:2 Diagne (84.)                | Kara (89.)                        | 05.755    |

### UEFA Europa League
| Runde                            | Datum              | Gegner              | Ort                                    | Ergebnis  | Tor(e) für Galatasaray Istanbul                                                        | Karte(n) für Galatasaray Istanbul                                     | Zuschauer |
| -------------------------------- | ------------------ | ------------------- | -------------------------------------- | --------- | -------------------------------------------------------------------------------------- | --------------------------------------------------------------------- | --------- |
| 3. Qualifikationsrunde-Hinspiel  | 5. August 2021     | FC St. Johnstone    | Başakşehir Fatih Terim Stadı, Istanbul | 1:1 (0:0) | 1:0 Diagne (60.)                                                                       | Antalyalı (49.), Marcão (80.), Turan (90.+3'), Muslera (55.)          | 06.216    |
| 3. Qualifikationsrunde-Rückspiel | 12. August 2021    | FC St. Johnstone    | McDiarmid Park, Perth                  | 4:2 (1:1) | 1:0 Diagne (30.), 2:1 Aktürkoğlu (64.), 3:1 Feghouli (70.), 4:1 Kılınç (90.+2')        | Çipe (37.), Marcão (41.), van Aanholt (48.)                           | 09.106    |
| Play-offs-Hinspiel               | 19. August 2021    | Randers FC          | Cepheus Park Randers, Randers          | 1:1 (1:0) | 1:0 Aktürkoğlu (26.)                                                                   | keine                                                                 | 07.064    |
| Play-offs-Rückspiel              | 26. August 2021    | Randers FC          | Recep Tayyip Erdoğan Stadı, Istanbul   | 2:1 (0:1) | 1:1 van Aanholt (26.), 2:1 Lauenborg (59. Eigentor)                                    | van Aanholt (39.), A. Öztürk (54.), Luyindama (69.), Muslera (90.+1') | 03.947    |
| Play-offs-Rückspiel              | 26. August 2021    | Randers FC          | Recep Tayyip Erdoğan Stadı, Istanbul   | 2:1 (0:1) | 1:1 van Aanholt (26.), 2:1 Lauenborg (59. Eigentor)                                    | van Aanholt (39.), A. Öztürk (54.), Luyindama (69.), Muslera (90.+1') | 03.947    |
| Gruppenphase                     | 16. September 2021 | Lazio Rom           | Ali Sami Yen Spor Kompleksi, Istanbul  | 1:0 (0:0) | 1:0 Strakosha (66. Eigentor)                                                           | Muslera (8.)                                                          | 15.353    |
| Gruppenphase                     | 30. September 2021 | Olympique Marseille | Stade Vélodrome, Marseille             | 0:0       | keine                                                                                  | Boey (53.), Diagne (90.+5')                                           | 49.870    |
| Gruppenphase                     | 21. Oktober 2021   | Lokomotive Moskau   | Lokomotiv-Stadion, Moskau              | 1:0 (0:0) | 1:0 Aktürkoğlu (82.)                                                                   | Babel (36.), Antalyalı (43.), Mohamed (73.), Moruțan (90.)            | 08.100    |
| Gruppenphase                     | 4. November 2021   | Lokomotive Moskau   | Ali Sami Yen Spor Kompleksi, Istanbul  | 1:1 (1:0) | 1:0 Feghouli (43.)                                                                     | Yedlin (8.), Yılmaz (74.), Diagne (90.+3'), Dervişoğlu (90.+4')       | 28.454    |
| Gruppenphase                     | 25. November 2021  | Olympique Marseille | Ali Sami Yen Spor Kompleksi, Istanbul  | 4:2 (1:0) | 1:0 Cicâldău (12.), 2:0 Caleta-Car (30. Eigentor), 3:0 Feghouli (64.), 4:1 Babel (83.) | Cicâldău (36.), Moruțan (90.+3')                                      | 39.758    |
| Gruppenphase                     | 9. Dezember 2021   | Lazio Rom           | Olympiastadion Rom                     | 0:0       | keine                                                                                  | Aktürkoğlu (16.), Bayram (76.), Kılınç (83.)                          | 13.178    |
| Achtelfinale-Hinspiel            | 10. März 2022      | FC Barcelona        | Camp Nou, Barcelona                    | 0:0       | keine                                                                                  | Kutlu (16.), Antalyalı (77.)                                          | 61.740    |
| Achtelfinale-Rückspiel           | 17. März 2022      | FC Barcelona        | Ali Sami Yen Spor Kompleksi, Istanbul  | 1:2 (1:1) | 1:0 Marcão (28.)                                                                       | Marcão (30.), van Aanholt (72.), Bayram (90.)                         | 50.110    |

### Freundschaftsspiele
Diese Tabelle führt die ausgetragenen Freundschaftsspiele auf.
| Datum             | Gegner             | Ort                                    | Ergebnis  | Tor(e) für Galatasaray Istanbul                                                          | Karte(n) für Galatasaray Istanbul |
| ----------------- | ------------------ | -------------------------------------- | --------- | ---------------------------------------------------------------------------------------- | --------------------------------- |
| 27. Juni 2021     | Dinamo Bukarest    | Florya Metin Oktay Tesisleri, Istanbul | 2:1 (1:0) | 1:0 Kara (37.), 2:1 Kara (62. Elfmeter)                                                  | keine                             |
| 10. Juli 2021     | Kasımpaşa Istanbul | Necmi Kadıoğlu Stadyumu, Istanbul      | 4:2 (3:1) | 1:1 Bayram (18.), 2:1 Çağlayan (23.), 3:1 Kara (45.), 4:2 Akbaba (82.)                   | A. Öztürk (72.)                   |
| 5. September 2021 | Farul Constanța    | Florya Metin Oktay Tesisleri, Istanbul | 1:3 (1:0) | 1:0 de Nooijer (62. Eigentor)                                                            | keine                             |
| 9. Oktober 2021   | Tuzlaspor          | Florya Metin Oktay Tesisleri, Istanbul | 4:3 (1:0) | 1:0 Babel (7.), 2:0 Çağlayan (18.), 3:2 Bayram (55.), 4:2 Diagne (66.)                   | keine                             |
| 12. Oktober 2021  | Istanbulspor       | Florya Metin Oktay Tesisleri, Istanbul | 3:3 (2:2) | 1:1 Diagne (25. Elfmeter), 2:2 Diagne (44.), 3:3 Babel (90. Elfmeter)                    | keine                             |
| 13. November 2021 | Bursaspor          | Florya Metin Oktay Tesisleri, Istanbul | 5:2 (4:2) | 1:0 Diagne (4.), 2:0 Çağlayan (8.), 3:0 Diagne (17.), 4:2 Diagne (44.), 5:2 Bayram (59.) | keine                             |
| 28. Januar 2022   | Tuzlaspor          | Nef Stadyumu, Istanbul                 | 2:6 (1:2) | 1:0 Kurt (15. Eigentor), 2:4 Bayram (66.)                                                | keine                             |
| 14. April 2022    | Dynamo Kiew        | Nef Stadyumu, Istanbul                 | 1:3 (0:2) | 1:2 Yılmaz (56.)                                                                         | keine                             |

## Statistiken

### Teamstatistik
| Wettbewerb            | Punkte | daheim | daheim | daheim | daheim | daheim | auswärts | auswärts | auswärts | auswärts | auswärts | Gesamt | Gesamt | Gesamt | Gesamt | Gesamt | Tordifferenz |
| Wettbewerb            | Punkte | Sp     | S      | U      | N      | TV     | Sp       | S        | U        | N        | TV       | Sp     | S      | U      | N      | TV     | Tordifferenz |
| --------------------- | ------ | ------ | ------ | ------ | ------ | ------ | -------- | -------- | -------- | -------- | -------- | ------ | ------ | ------ | ------ | ------ | ------------ |
| Süper Lig             | 52     | 19     | 10     | 3      | 6      | 31:23  | 19       | 4        | 7        | 8        | 20:30    | 38     | 14     | 10     | 14     | 51:53  | −2           |
| Türkiye Kupası        | –      | 1      | 0      | 1      | 0      | 3:3    | 0        | 0        | 0        | 0        | 0:0      | 1      | 0      | 1      | 0      | 3:3    | ±0           |
| UEFA Champions League | –      | 1      | 0      | 0      | 1      | 1:2    | 1        | 0        | 0        | 1        | 1:5      | 2      | 0      | 0      | 2      | 1:7    | −6           |
| UEFA Europa League    | –      | 6      | 3      | 2      | 1      | 10:7   | 6        | 2        | 4        | 0        | 6:3      | 12     | 5      | 6      | 1      | 16:10  | +6           |
| Gesamt                | 52     | 27     | 13     | 6      | 8      | 45:35  | 26       | 6        | 11       | 9        | 27:38    | 53     | 19     | 17     | 17     | 71:73  | −2           |

### Saisonverlauf
| Spieltag | 1 | 2 | 3 | 4 | 5 | 6  | 7  | 8 | 9 | 10 | 11 | 12 | 13 | 14 | 15 | 16 | 17 | 18 | 19 | 20 | 21 | 22 | 23 | 24 | 25 | 26 | 27 | 28 | 29 | 30 | 31 | 32 | 33 | 34 | 35 | 36 | 37 | 38 |
| -------- | - | - | - | - | - | -- | -- | - | - | -- | -- | -- | -- | -- | -- | -- | -- | -- | -- | -- | -- | -- | -- | -- | -- | -- | -- | -- | -- | -- | -- | -- | -- | -- | -- | -- | -- | -- |
| Spielort | A | H | A | A | H | A  | H  | A | H | A  | H  | A  | H  | A  | H  | A  | H  | A  | H  | H  | A  | H  | H  | A  | H  | A  | H  | A  | H  | A  | H  | A  | H  | A  | H  | A  | H  | A  |
| Resultat | S | S | U | U | N | N  | S  | S | S | N  | S  | U  | N  | U  | U  | N  | U  | N  | S  | N  | N  | N  | N  | U  | U  | S  | S  | N  | S  | N  | S  | N  | S  | S  | N  | U  | S  | U  |
| Platz    | 2 | 3 | 4 | 5 | 9 | 11 | 10 | 8 | 6 | 8  | 6  | 4  | 8  | 8  | 7  | 9  | 11 | 12 | 10 | 12 | 13 | 13 | 15 | 13 | 13 | 13 | 12 | 12 | 11 | 15 | 13 | 14 | 12 | 12 | 13 | 13 | 11 | 13 |

Quelle: https://www.weltfussball.de/spielplan/tur-sueperlig-2021-2022/
Legende: Spielort: H = Heim; A = Auswärts. Resultat: S = Sieg; U = Unentschieden; N = Niederlage

### Spielerstatistiken
| Spieler             | Süper Lig | Süper Lig | Süper Lig   | Süper Lig  | Türkiye Kupası | Türkiye Kupası | Türkiye Kupası | Türkiye Kupası | Champions League / Europa League | Champions League / Europa League | Champions League / Europa League | Champions League / Europa League | Total    | Total | Total       | Total      |
| Spieler             | Einsätze  | Tore      | Gelbe Karte | Rote Karte | Einsätze       | Tore           | Gelbe Karte    | Rote Karte     | Einsätze                         | Tore                             | Gelbe Karte                      | Rote Karte                       | Einsätze | Tore  | Gelbe Karte | Rote Karte |
| ------------------- | --------- | --------- | ----------- | ---------- | -------------- | -------------- | -------------- | -------------- | -------------------------------- | -------------------------------- | -------------------------------- | -------------------------------- | -------- | ----- | ----------- | ---------- |
| Patrick van Aanholt | 35        | 2         | 3           | 0          | 0              | 0              | 0              | 0              | 12                               | 1                                | 3                                | 0                                | 47       | 3     | 6           | 0          |
| Emre Akbaba         | 1         | 0         | 0           | 0          | 0              | 0              | 0              | 0              | 2                                | 0                                | 0                                | 0                                | 3        | 0     | 0           | 0          |
| Yunus Akgün         | 0         | 0         | 0           | 0          | 0              | 0              | 0              | 0              | 1                                | 0                                | 0                                | 0                                | 1        | 0     | 0           | 0          |
| Kerem Aktürkoğlu    | 37        | 10        | 5           | 0          | 1              | 0              | 0              | 0              | 14                               | 3                                | 1                                | 0                                | 52       | 13    | 6           | 0          |
| Taylan Antalyalı    | 30        | 0         | 6           | 1          | 1              | 0              | 0              | 0              | 11                               | 0                                | 3                                | 0                                | 42       | 0     | 9           | 1          |
| Işık Kaan Arslan    | 1         | 0         | 0           | 0          | 1              | 0              | 0              | 0              | 0                                | 0                                | 0                                | 0                                | 2        | 0     | 0           | 0          |
| Gustavo Assunção    | 2         | 0         | 0           | 0          | 0              | 0              | 0              | 0              | 0                                | 0                                | 0                                | 0                                | 2        | 0     | 0           | 0          |
| Atalay Babacan      | 3         | 0         | 0           | 0          | 0              | 0              | 0              | 0              | 1                                | 0                                | 0                                | 0                                | 4        | 0     | 0           | 0          |
| Ryan Babel          | 30        | 3         | 3           | 0          | 0              | 0              | 0              | 0              | 13                               | 1                                | 1                                | 0                                | 43       | 4     | 4           | 0          |
| Berk Balaban        | 0         | 0         | 0           | 0          | 0              | 0              | 0              | 0              | 1                                | 0                                | 0                                | 0                                | 1        | 0     | 0           | 0          |
| Ömer Bayram         | 21        | 0         | 4           | 0          | 1              | 0              | 1              | 0              | 7                                | 0                                | 2                                | 0                                | 29       | 0     | 7           | 0          |
| Sacha Boey          | 13        | 0         | 3           | 0          | 0              | 0              | 0              | 0              | 6                                | 1                                | 1                                | 0                                | 19       | 1     | 4           | 0          |
| Oğulcan Çağlayan    | 8         | 0         | 2           | 0          | 1              | 0              | 0              | 0              | 0                                | 0                                | 0                                | 0                                | 9        | 0     | 2           | 0          |
| Alexandru Cicâldău  | 32        | 4         | 7           | 0          | 1              | 0              | 0              | 0              | 7                                | 1                                | 1                                | 0                                | 40       | 5     | 8           | 0          |
| İsmail Çipe         | 7         | 0         | 0           | 0          | 1              | 0              | 0              | 0              | 1                                | 0                                | 1                                | 0                                | 9        | 0     | 1           | 0          |
| Halil Dervişoğlu    | 28        | 4         | 2           | 0          | 0              | 0              | 0              | 0              | 4                                | 0                                | 1                                | 0                                | 32       | 4     | 3           | 0          |
| Mbaye Diagne        | 14        | 2         | 1           | 0          | 0              | 0              | 0              | 0              | 9                                | 2                                | 2                                | 0                                | 23       | 4     | 3           | 0          |
| Omar Elabdellaoui   | 7         | 0         | 2           | 0          | 0              | 0              | 0              | 0              | 0                                | 0                                | 0                                | 0                                | 7        | 0     | 2           | 0          |
| Bartuğ Elmaz        | 0         | 0         | 0           | 0          | 0              | 0              | 0              | 0              | 1                                | 0                                | 0                                | 0                                | 1        | 0     | 0           | 0          |
| Falcao              | 1         | 0         | 0           | 0          | 0              | 0              | 0              | 0              | 2                                | 0                                | 0                                | 0                                | 3        | 0     | 0           | 0          |
| Sofiane Feghouli    | 21        | 2         | 1           | 0          | 0              | 0              | 0              | 0              | 9                                | 3                                | 0                                | 0                                | 30       | 5     | 1           | 0          |
| Bafétimbi Gomis     | 14        | 9         | 2           | 0          | 0              | 0              | 0              | 0              | 2                                | 0                                | 0                                | 0                                | 16       | 9     | 2           | 0          |
| Aytaç Kara          | 6         | 0         | 2           | 0          | 0              | 0              | 0              | 0              | 6                                | 0                                | 1                                | 0                                | 12       | 0     | 3           | 0          |
| Semih Kaya          | 2         | 0         | 0           | 0          | 0              | 0              | 0              | 0              | 0                                | 0                                | 0                                | 0                                | 2        | 0     | 0           | 0          |
| Emre Kılınç         | 27        | 3         | 4           | 0          | 1              | 0              | 0              | 0              | 9                                | 2                                | 1                                | 0                                | 37       | 5     | 5           | 0          |
| Berkan Kutlu        | 35        | 0         | 5           | 1          | 1              | 0              | 0              | 0              | 12                               | 0                                | 1                                | 0                                | 48       | 0     | 6           | 1          |
| Christian Luyindama | 8         | 1         | 3           | 0          | 0              | 0              | 0              | 0              | 11                               | 0                                | 2                                | 0                                | 19       | 1     | 5           | 0          |
| Marcão              | 26        | 0         | 9           | 1          | 1              | 0              | 0              | 0              | 12                               | 1                                | 3                                | 0                                | 39       | 1     | 12          | 1          |
| Mostafa Mohamed     | 27        | 7         | 4           | 0          | 1              | 1              | 1              | 0              | 13                               | 0                                | 1                                | 0                                | 41       | 8     | 6           | 0          |
| Olimpiu Moruțan     | 26        | 3         | 1           | 0          | 1              | 0              | 0              | 0              | 7                                | 0                                | 2                                | 0                                | 34       | 3     | 3           | 0          |
| Fernando Muslera    | 25        | 0         | 3           | 0          | 0              | 0              | 0              | 0              | 11                               | 0                                | 3                                | 1                                | 36       | 0     | 6           | 1          |
| Victor Nelsson      | 36        | 1         | 7           | 0          | 0              | 0              | 0              | 0              | 8                                | 0                                | 0                                | 0                                | 44       | 1     | 7           | 0          |
| Alpaslan Öztürk     | 11        | 0         | 2           | 0          | 1              | 1              | 1              | 1              | 4                                | 0                                | 1                                | 0                                | 16       | 1     | 4           | 1          |
| Fatih Öztürk        | 1         | 0         | 1           | 0          | 0              | 0              | 0              | 0              | 0                                | 0                                | 0                                | 0                                | 1        | 0     | 1           | 0          |
| Iñaki Peña          | 6         | 0         | 1           | 0          | 0              | 0              | 0              | 0              | 2                                | 0                                | 0                                | 0                                | 8        | 0     | 1           | 0          |
| Erick Pulgar        | 11        | 0         | 2           | 0          | 0              | 0              | 0              | 0              | 0                                | 0                                | 0                                | 0                                | 11       | 0     | 2           | 0          |
| Jesse Sekidika      | 0         | 0         | 0           | 0          | 0              | 0              | 0              | 0              | 3                                | 0                                | 0                                | 0                                | 3        | 0     | 0           | 0          |
| Emre Taşdemir       | 0         | 0         | 0           | 0          | 0              | 0              | 0              | 0              | 2                                | 0                                | 0                                | 0                                | 2        | 0     | 0           | 0          |
| Arda Turan          | 7         | 0         | 0           | 0          | 0              | 0              | 0              | 0              | 5                                | 0                                | 1                                | 0                                | 12       | 0     | 1           | 0          |
| DeAndre Yedlin      | 16        | 0         | 3           | 0          | 0              | 0              | 0              | 0              | 8                                | 0                                | 1                                | 0                                | 24       | 0     | 4           | 0          |
| Barış Alper Yılmaz  | 17        | 0         | 0           | 0          | 1              | 0              | 0              | 0              | 5                                | 0                                | 1                                | 0                                | 23       | 0     | 1           | 0          |

## Sponsoren
- Ausrüster: Nike
- Trikotsponsor: Sixt / Turkish Airlines (UEFA)
- Ärmelsponsor: Getir
- Rückensponsor: Magdeburger Feuerversicherungs-Gesellschaft